# ماري فريدريكسون
ماري فريدريكسون (بالسويدية: Marie Fredriksson) (30 مايو 1958- 9 ديسمبر 2019)، هي مغنية بوب وكاتبة أغاني وعازفة بيانو سويدية، اشتهرت من خلال فرقة روكسيت التي أسستها رفقة مغني البوب وكاتب الأغاني وعازف الجيتار والهارمونيكا بير جيسلي في عام 1986، من خلال فرقة روكسيت حقق الثنائي نجاحا دوليا باهراً في وقت مبكر من أواخر 1980 إلى 1990 مع ما مجموعه ستة أغاني في لائحة الصدارة العشرة بالولايات المتحدة مثل «كان يجب أن يكون حب» It Must Have Been Love، «استمع إلى قلبك» Listen to Your Heart، و «نظرة» The Look، «سياقة المتعة» Joyride و «خطير» Dangerous.
في عام 2002، وبعد أن أغمي على ماري في منزلها، تم تشخيص إصابتها بورم في الدماغ. ورغم مرضها واصلت العمل بالموسيقى خلال فترة نقاهتها، وهو ما حذى بها إلى إصدار ألبوم التغيير The Change. كما سجلت في وقت لاحق مع شريكها في الفرقة جيسلي المزيد من الألبومات إضافة للعديد من الجولات حول العالم كما تستمر ماري في التسجيل والغناء كفنانة منفردة في بلدها السويد.

## روابط خارجية
- ماري فريدريكسون على موقع IMDb (الإنجليزية)
- ماري فريدريكسون على موقع روتن توميتوز (الإنجليزية)
- ماري فريدريكسون على موقع ميوزك برينز (الإنجليزية)
- ماري فريدريكسون على موقع أول موفي (الإنجليزية)
- ماري فريدريكسون على موقع قاعدة بيانات الأفلام السويدية (السويدية)
- ماري فريدريكسون على موقع أول ميوزيك (الإنجليزية)
- ماري فريدريكسون على موقع ديسكوغز (الإنجليزية)
- ماري فريدريكسون على موقع قاعدة بيانات الفيلم (الإنجليزية)
- MarieFredriksson.net
- Marie-Fredriksson.com نسخة محفوظة 18 مارس 2009 على موقع واي باك مشين.
- Marie Fredriksson (الموقع الرسمي لعشاق المغنية)
- Marie Frederiksson on Europopmusic.eu (الإنجليزية)